# Moderskapsförpackning

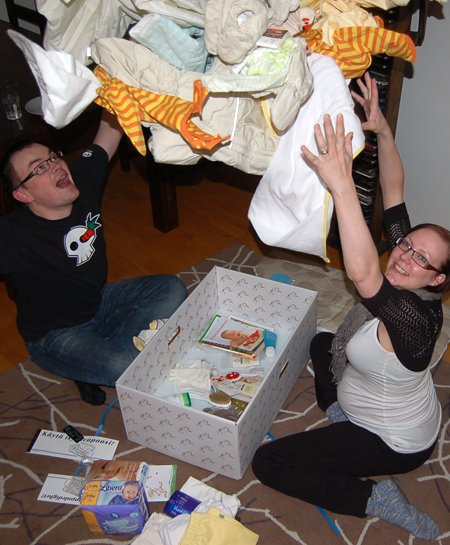
Föräldrar som gläds över babylådan.

Moderskapsförpackning är ett statligt bidrag i Finland som Folkpensionsanstalten (FPA) erbjuder gravida eller adopterande mödrar. Lådan innehåller bland annat babykläder och barnavårdsprodukter. Själva lådan kan dessutom användas som en säng tillsammans med den medföljande madrassen och sängkläderna.
Föregångaren till moderskapsförpackningen var en låda med lånekläder som delades ut av Mannerheims barnskyddsförbund till fattiga mödrar, med start under 1920-talet och fram till slutet av 1930-talet. 1937 stiftades lagen om moderskapsunderstöd och staten började erbjuda babylådor till mindre bemedlade mödrar. År 1949 ändrades lagen till att gälla alla mödrar. Tanken med bidraget var att uppmuntra till barnafödande och stävja den höga barnadödligheten.
Som alternativ till moderskapsförpackningen kan man välja att istället få bidraget som en summa pengar. År 2017 var summan 140 euro. 95% av alla förstföderskor och ungefär två tredjedelar av samtliga mödrar väljer att få bidraget i form av en babylåda.

## Ansökan
För att få moderskapsunderstöd krävs att mamman varit gravid i minst 154 dagar (ca 5 månader). Hon måste också ha genomgått en hälsoundersökning senast under sin fjärde graviditetsmånad. Ansökan görs till Folkpensionsanstalten senast två månader före beräknad födsel.

## Innehåll
Innehållet i lådan varierar från år till år, bland annat utifrån den feedback som Folkpensionsanstalten får. 2017 fanns ca 50 produkter i förpackningen, till exempel flera bodys och byxor, overaller, sängkläder inklusive madrass, samt olika hygienprodukter.

## Benämning
Namnet moderskapsförpackning kommer från lagen om moderskapsunderstöd (FFS 28.5.1993/477) och kräver därför ett riksdagsbeslut för att ändras. I november 2017 bjöd FPA in till allmän diskussion om moderskapsförpackningens namn. Man undrade om  namnet var diskriminerande mot pappor och om man bättre borde beakta alla typer av familjer. Allmänheten fick på FPA:s webbplats komma med nya förslag eller rösta för att behålla det gamla namnet. Av de nästan 30 000 svarande ville nästan 60 % behålla det gamla namnet. En namnändring är därför inte längre aktuell.

## Andra länder
Varianter av moderskapsförpackningen förekommer i ett sextiotal länder, bland annat Skottland och Chile, i de flesta fall med inspiration från den finska. De flesta programmen är begränsade, till exempel till mindre bemedlade eller mödrar som deltar i hälsoundersökningar och föder på sjukhus. I många länder drivs programmet av frivilligorganisationer. Lådans innehåll varierar enligt lokala behov, och också om man i de flesta länder har en låda av finländsk typ förekommer andra typer av förpackningar, såsom trälådor eller korgar.